# موريس ليمان
موريس ليمان (بالفرنسية: Maurice Lehmann)‏ هو منتج أفلام ومخرج وممثل فرنسي، ولد في 14 مايو 1895 في فرنسا، وتوفي في 17 مايو 1974 بباريس في فرنسا.

## وصلات خارجية
- موريس ليمان على موقع IMDb (الإنجليزية)
- موريس ليمان على موقع ألو سيني (الفرنسية)
- موريس ليمان على موقع ميوزك برينز (الإنجليزية)
- موريس ليمان على موقع أول موفي (الإنجليزية)
- موريس ليمان على موقع قاعدة بيانات الأفلام السويدية (السويدية)
- موريس ليمان على موقع قاعدة بيانات الفيلم (الإنجليزية)
- موريس ليمان على موقع كينوبويسك (الروسية)